# Panteó Massaguer
El Panteó Massaguer és una obra d'Arenys de Mar (Maresme) inclosa a l'Inventari del Patrimoni Arquitectònic de Catalunya. És obra de Josep Llimona.

## Descripció
Estàtua que representa una dona asseguda a uns graons, repenjada al sepulcre del qual forma part. És d'una gran bellesa i refinament. Quan se l'observa de costat sembla un xic desproporcionada. Construïda amb marbre blanc, dona un aire de misticisme accentuat per la mirada extraviada i llunyana de la figura representada. És molt similar a l'escultura que presideix el Panteó Mundet, també obra de Llimona.